# Henry Lygon (5e comte Beauchamp)
Henry Lygon, 5e comte Beauchamp (13 février 1829 - 4 mars 1866), titré vicomte Elmley entre 1853 et 1863, est un homme politique britannique.

## Jeunesse
Il est le deuxième mais le fils aîné survivant du général Henry Lygon (4e comte Beauchamp), et de son épouse Susan Caroline, fille de William Eliot (2e comte de St Germans).

## Carrière
Il sert dans les 1st Life Guards. Il acquiert une commission de lieutenant le 5 mai 1848, succédant à Dudley FitzGerald-de Ros (23e baron de Ros). Cette année-là, il devient cornette. Il atteint le grade de capitaine en 1854. En 1853, il succède à son père en tant que député de West Worcestershire, un siège qu'il occupe jusqu'en 1863, lorsqu'il succède à son père dans le comté et entre à la Chambre des lords.

## Vie privée
Lord Beauchamp est décédé d'une tuberculose à Londres en mars 1866, à l'âge de 37 ans. Il est célibataire et son frère cadet, Frederick, lui succède.